# Війна браузерів

Динаміка популярності браузерів за даними StatCounter (2009 — червень 2012)

Еволюція браузерів (1990—2011)
На базі Trident
На базі Gecko
На базі KHTML
На базі Presto

Війна браузерів — боротьба за панування на ринку браузерів. Цей термін часто використовується для позначення суперництва («браузерна війна») в середині-кінці 1990-х двох конкретних браузерів: Microsoft Internet Explorer та Netscape Navigator, які тоді виступали як домінуючі браузери.

## Передумови війни браузерів
Першим поширеним браузером з графічним інтерфейсом був NCSA Mosaic, потім на довгий час ринок монополізував Netscape Navigator. В 1996 році компанія Microsoft випустила Windows 95 OSR2, що включала Internet Explorer 3.0. Цей момент можна вважати початком війни браузерів, що закінчилася повною поразкою Netscape та тріумфом Internet Explorer, що зайняв понад 95 % ринку.
Втім, Netscape завдала «удар в спину» Microsoft, випустивши початковий код свого браузера під вільною ліцензією MPL (Mozilla Public License). На його основі (код був написаний заново) були створені нові браузери Mozilla Application Suite та Mozilla Firefox. Останній поступово набирав популярність.
Війна браузерів була б виключно комерційною справою корпорацій, якби основним прийомом в боротьбі не стало додавання специфічних, нестандартних можливостей до браузера. Найбільші відмінності виникали у підтримці JavaScript — мови сценаріїв, що додає інтерактивність документам. В результаті багато документів були «оптимізовані» для конкретного браузера та абсолютно не читалися в іншому. W3C приймає безліч ретельно обговорюваних стандартів (різних версій HTML, JavaScript, CSS тощо), але дотримання цих стандартів повністю лягає на розробників браузерів.

## Перший етап (1995—1998)

Графік популярності браузерів до 2009 року

Конкуренція між браузерами Internet Explorer та Netscape Navigator (Communicator) наприкінці 90-х років.
Домашні користувачі Netscape Navigator могли завантажити браузер безкоштовно, але корпоративні замовники платили за кожну ліцензію 99 доларів. В грудні 1995 року Microsoft випустила свою відповідь — браузер Internet Explorer версію 2, при цьому доходи, що їх отримував Microsoft від продажу Microsoft Windows та Microsoft Office, дозволили поширити Explorer безкоштовно і для корпорацій. При цьому IE глибоко інтегрувався в систему, шляхом прив'язування браузера до робочого столу користувача та ускладнення деінсталяції в нових версіях Windows.
Netscape не змогла протистояти демпінгу і в 1999 році корпоративний ринок браузерів перестав існувати, — повністю безкоштовний Explorer захопив понад 90 % ринку.
Після знищення компанії Netscape Communications Corporation були опубліковані початкові коди браузера, що дозволило зародитися і розвиватися таким проектам, як Mozilla Application Suite (зараз SeaMonkey) та Mozilla Firefox.

## Другий етап (2004— даний час)
2003 року браузер Opera вже був представлений версією 6.х та поширювався безкоштовно з банером, який можна було відключити за гроші.
9 листопада 2004 року була опублікована версія 1.0 браузера Mozilla Firefox, який з того часу повільно, але планомірно набирає популярність. На початок 2009 року ринкова частка Firefox у світі становила понад 23 %, а в Європі — понад 35 %.
Частка Internet Explorer знизилася до 67 %, він перестав бути монополістом.
2 вересня 2008 року вийшла в світ перша публічна версія нового браузера Google Chrome. За 2009 рік цей браузер став популярним, посівши третє місце після браузерів Internet Explorer та Mozilla Firefox. Причому вже до кінця 2011 року Google Chrome став другим за популярністю браузером, обігнавши Mozilla Firefox.